# Goniorrhina mertensi
Goniorrhina mertensi är en skalbaggsart som beskrevs av Marc Lacroix 2006. Goniorrhina mertensi ingår i släktet Goniorrhina och familjen Melolonthidae. Inga underarter finns listade i Catalogue of Life.